# Il rossetto
Il rossetto è un film del 1960 diretto da Damiano Damiani.

## Trama
Silvana, una ragazzina tredicenne, si è innamorata di Gino, un uomo più grande di lei che fa il rappresentante di commercio. Gino però è segretamente fidanzato di Lorella. La bambina tenta in tutti i modi di attrarre l'attenzione del giovane, e alla fine i suoi sforzi sembrano coronati dal successo quando un giorno ferma Gino per dirgli di averlo visto uscire dalla casa dove è stata uccisa una donna che “faceva la vita”, e gli domanda maggiori particolari sul fatto, di cui tutti parlano.
L'atteggiamento del giovane nei riguardi della ragazzina cambia improvvisamente: si fa gentile ed alla fine si fa promettere da Silvana che non dirà a nessuno di averlo visto uscire da quella casa. Ma Silvana non si accontenta delle gentilezze di Gino, e gli fa continue scenate di ingenua gelosia, soprattutto quando scopre che è fidanzato e sta per sposarsi. Alla fine Gino, turbato ed esasperato dai continui ricatti di Silvana, durante un interrogatorio della polizia a cui viene sottoposto, fa presente alla polizia la strana situazione che si è creata nei suoi rapporti con la ragazzina.
Il commissario Fioresi interroga quindi Silvana e dalle sue risposte ha l'impressione che dica la verità; ma un suo collaboratore richiama la sua attenzione sul contegno frivolo e spregiudicato della ragazzina, che tra l'altro, malgrado la giovane età, si tinge le labbra. Fioresi si lascia persuadere, rilascia Gino e fa una paterna ramanzina a Silvana. Questa, affidata dalla madre ad un collegio di suore, tenta di uccidersi tagliandosi le vene e lascia un biglietto indirizzato a Gino. Dopo un nuovo colloquio con Silvana, Fioresi è più che mai convinto della colpevolezza di Gino. Lo raggiunge in casa della fidanzata, alla vigilia delle nozze, accompagnato dalla testimonianza di una ragazzina sedicenne precedentemente sedotta, lo induce a confessare di essere l'assassino.

## Colonna sonora
Le musiche del film sono scritte da Giovanni Fusco, con parole di A. Amurri per le canzoni Momento meraviglioso e Sotto i platani; con versi di G. Martini per il brano Paura. Le canzoni sono cantate da Miranda Martino, Anita Sol, Tony Del Monaco su dischi RCA, edizioni musicali G. Campi.
- Momento meraviglioso, testo di A. Amurri, musica di G. Fusco, cantata da Miranda Martino
- Sotto i platani, testo di A. Amurri, musica di G. Fusco, cantata da Anita Sol
- Paura, testo di G. Martini, musica di G. Fusco, cantata da Miranda Martino

## Distribuzione
La prima proiezione pubblica fu fatta il 7 dicembre 1960.

## Critica
Il rossetto viene collocato da Georges Sadoul tra quei film di Damiano Damiani «non privi di un'impronta personale» Valutato autore di buoni prodotti culturali, la struttura di questo film è quella del genere poliziesco, collegata però alla tradizione neorealista: entrambe le opere si avvalgono della partecipazione alla sceneggiatura di Cesare Zavattini. A ciò va aggiunta la capacità, qui particolarmente manifesta, di approfondimento psicologico dei personaggi, fatto con carica di denuncia ed impegno civile che si realizza «nel rispetto di alcune fondamentali regole espressive e spettacolari». Viene sottolineato un ritratto d'ambiente fatto con «intelligenza e acutezza», in particolar modo riguardo alla «figura d'adolescente, insolita per il cinema italiano».

## Riconoscimenti
- 1960 - Festival di San Sebastiano
- Premio FIPRESCI